# Renania-Palatinato

Logo

La Renania-Palatinato (in tedesco Rheinland-Pfalz, in tedesco palatino Rhoilond-Palz) è uno dei sedici Stati federati (Bundesländer) della Germania, situato nella parte sud-occidentale del paese. Lo stato fu istituito nel 1946, comprendendo la parte meridionale della provincia prussiana del Reno, la provincia Reno-Assia dello Stato popolare d'Assia, la parte occidentale della Provincia di Nassau e la gran parte della regione storica del Palatinato. Occupa una superficie di 19853 km² e ha circa 4 milioni di abitanti. La capitale è Magonza.

## Geografia fisica
La Renania-Palatinato confina a nord con la Renania Settentrionale-Vestfalia, a est con l'Assia e il Baden-Württemberg, a sud con la regione francese dell'Alsazia e con la Saarland e a ovest con il Lussemburgo e il Belgio (Vallonia). L'asse principale dello stato è il fiume Reno, che forma il confine con Baden-Württemberg e Assia a sud-est, prima di scorrere lungo la parte settentrionale della Renania-Palatinato. Altri fiumi che attraversano lo stato sono la Mosella (Mosel), il Saar e il Lahn, tutti tributari del Reno.
Il territorio è caratterizzato da sistemi collinari e di rilievi appartenenti al Massiccio scistoso renano come la parte meridionale dell'Eifel situata nella parte nord-ovest dello stato, più a meridione un vasto altopiano di origine vulcanica, l'Hunsrück, la parte occidentale del Westerwald e quella nord-occidentale del Taunus. Sia la valle del Reno sia quella della Mosella formano dei paesaggi affascinanti, che comprendono alcuni dei luoghi più significativi della Germania, dal punto di vista storico.
Il land comprende tre regioni storiche: la Provincia del Reno (Rheinprovinz), l'Assia Renana (Rheinhessen) e il Palatinato (Pfalz). I terreni collinari nel sud dello stato sono detti foresta del Palatinato (Pfälzerwald). Il lago principale dello stato è il Laacher See, nella zona della Eifel si trovano numerosi Maar (laghi formatisi in caldere vulcaniche).

## Storia
Lo stato della Renania-Palatinato venne istituito nel 1946 dalla fusione del Palatinato Renano con la parte meridionale della provincia prussiana della Renania e con parti dell'Assia (Assia-Renana) che si trovano sulla sponda occidentale del Reno. Nel suo territorio fu in funzione dal 1940 al 1945 il campo di concentramento di Hinzert.

## Governo
La Renania-Palatinato è una democrazia parlamentare. Ogni cinque anni, tutti gli abitanti sopra i 18 anni eleggono i membri del Landtag della Renania-Palatinato. Questo parlamento di stato (o legislatura), elegge quindi il premier e conferma i membri del gabinetto. La Renania-Palatinato è l'unico stato tedesco ad avere un ministero per la viticoltura.

## Amministrazione
La Renania-Palatinato è divisa in 24 circondari e 12 città extracircondariali.
Di seguito i circondari:
| 1. Ahrweiler 2. Altenkirchen (Westerwald) 3. Alzey-Worms 4. Bad Dürkheim 5. Bad Kreuznach 6. Bernkastel-Wittlich 7. Birkenfeld 8. Cochem-Zell | 1. Vulkaneifel 2. Donnersberg 3. Eifel-Bitburg-Prüm 4. Germersheim 5. Kaiserslautern 6. Kusel 7. Reno-Palatinato 8. Magonza-Bingen (Mainz-Bingen) | 1. Mayen-Coblenza (Mayen-Koblenz) 2. Neuwied 3. Reno-Hunsrück 4. Reno-Lahn 5. Weinstraße Meridionale (Südliche Weinstraße) 6. Palatinato Sudoccidentale (Südwestpfalz) 7. Treviri-Saarburg (Trier-Saarburg) 8. Westerwald |

E le 12 città extracircondariali, che non appartengono cioè ad alcun circondario:
1. Coblenza (Koblenz)
2. Frankenthal
3. Kaiserslautern
4. Landau in der Pfalz
5. Ludwigshafen am Rhein
6. Magonza (Mainz)
7. Neustadt an der Weinstraße
8. Pirmasens
9. Spira (Speyer)
10. Treviri (Trier)
11. Worms
12. Zweibrücken

## Economia
Il vino è un elemento assolutamente imprescindibile nel Land. Infatti nessun altro Land tedesco ha un legame altrettanto stretto con l'enologia. Ahr, Assia-Renana (Rheinhessen), Mosel, Nahe, Reno medio e Palatinato sono le sei più importanti regioni vinicole del Land.
BASF, Boehringer Ingelheim, Gerolsteiner Brunnen, Bitburger, Schneider Kreuznach sono le maggiori aziende presenti nel territorio; la regione è servita dall'Aeroporto di Francoforte-Hahn.
La Renania-Palatinato esporta metà delle sue produzioni industriali, rappresentate principalmente dal vino, dai prodotti chimici e farmaceutici, dai componenti per auto e da alcuni manufatti locali tra cui gemme, ceramica, vetro e pelli. Il Land deve buona parte del suo sviluppo alle piccole imprese.

## Società

### Religione
Chiesa cattolica 45,7% (diocesi di Limburgo, diocesi di Magonza, diocesi di Spira, diocesi di Treviri), Chiesa evangelica in Germania 31,4%.

## Lista di Ministri-Presidenti della Renania-Palatinato
1. 1947: Wilhelm Boden (CDU)
2. 1947 - 1969: Peter Altmeier
3. 1969 - 1976: Helmut Kohl (CDU)
4. 1976 - 1988: Bernhard Vogel (CDU)

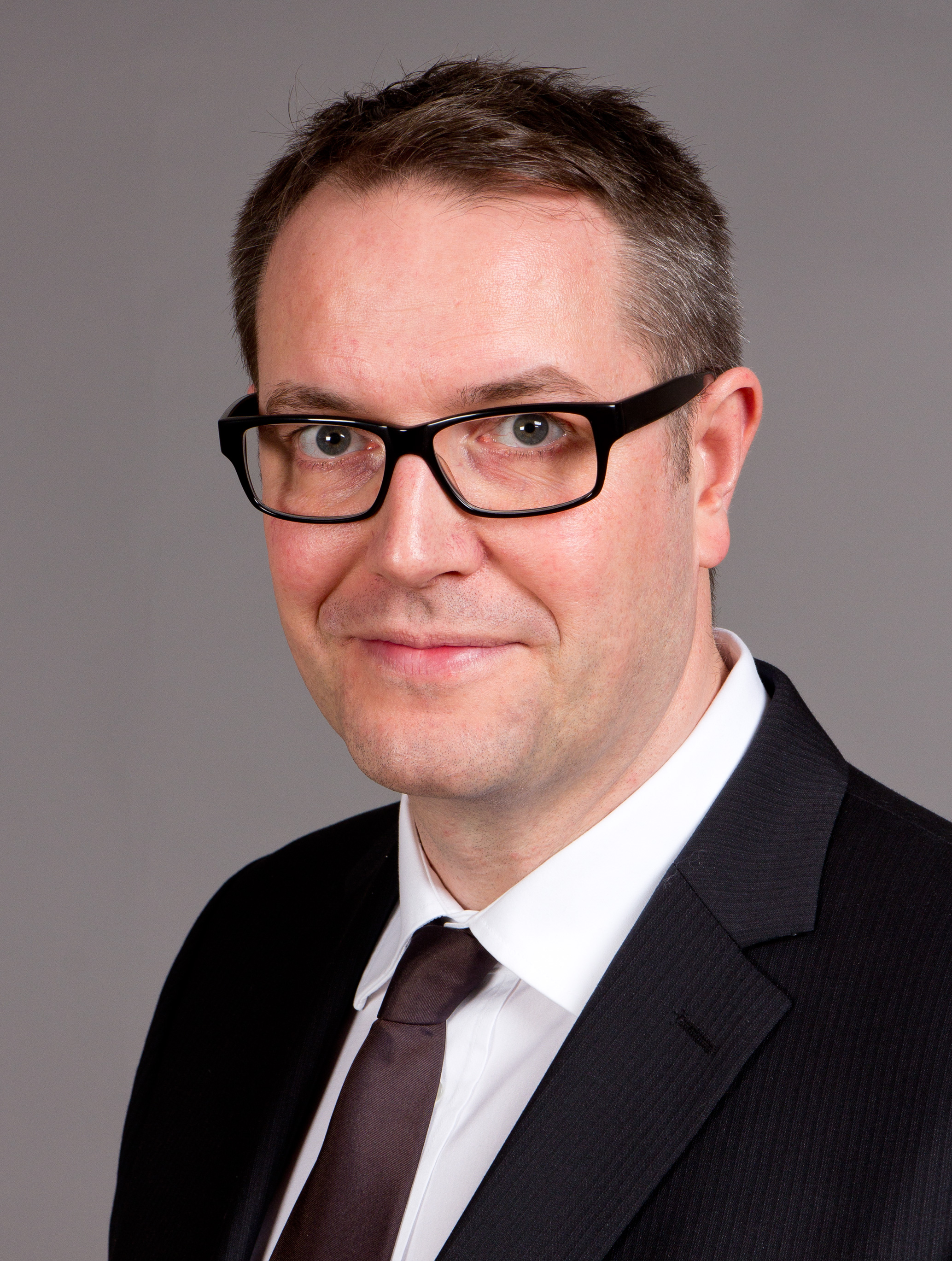
Alexander Schweitzer

5. 1988 - 1991: Carl-Ludwig Wagner (CDU)
6. 1991 - 1994: Rudolf Scharping (SPD)
7. 1994 - 2013: Kurt Beck (SPD)
8. 2013 - 2024: Malu Dreyer (SPD)
9. dal 2024: Alexander Schweitzer (SPD)

## Calcio
- Bundesliga: 1. FSV Mainz 05
- 2. Bundesliga: 1. FC Kaiserslautern